# موورهوزن
موورهوزن (به آلمانی: Moorhusen) یک شهر در آلمان است که در اشتاینبورگ واقع شده‌است. موورهوزن ۸۷ نفر جمعیت دارد.